# Fluitkwartet

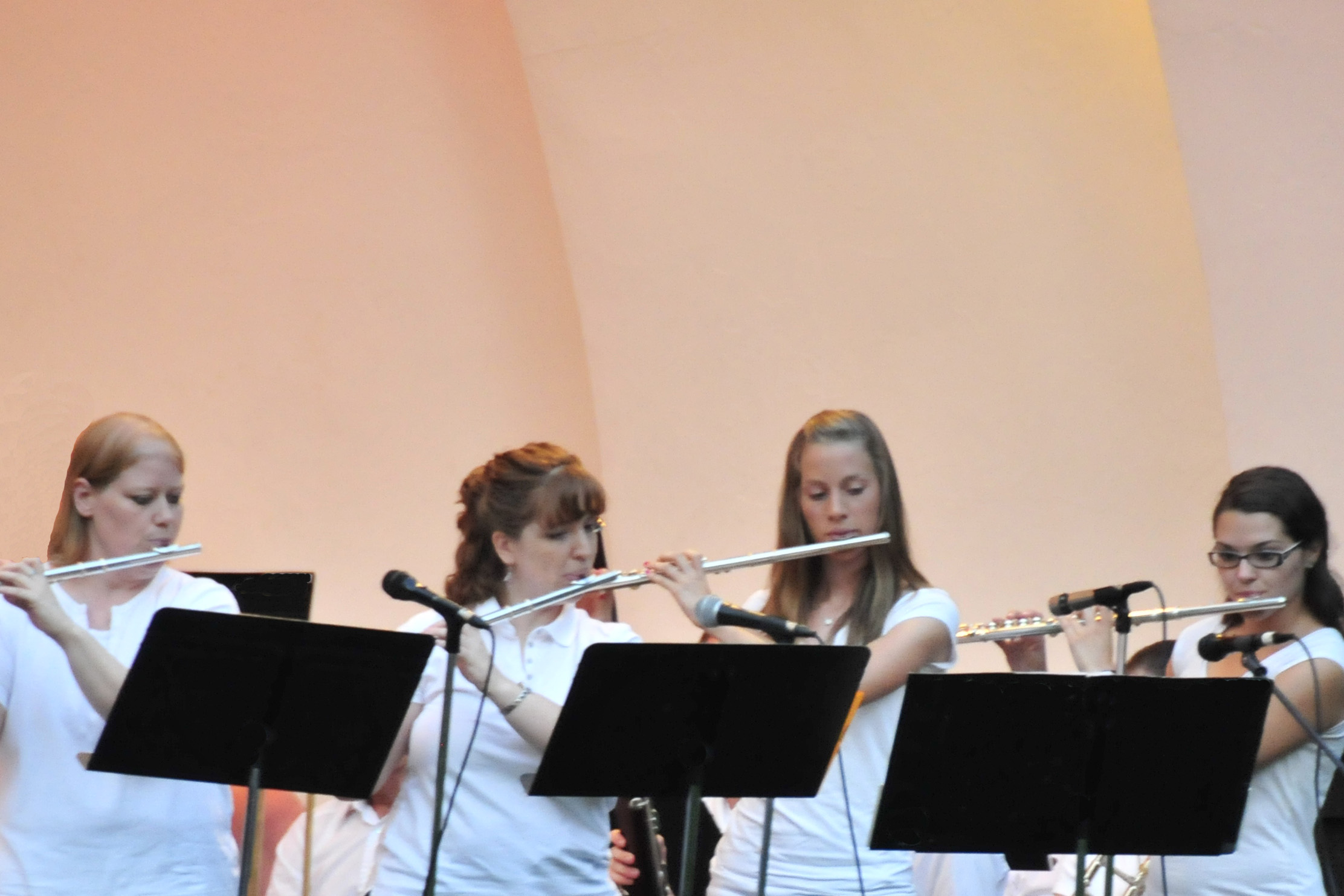
Fluitkwartet

De term fluitkwartet wordt gebruikt om twee verschillende soorten ensembles  in de kamermuziek aan te duiden. De eerste is een bezetting van een fluit met drie strijkers (namelijk viool, altviool en cello), analoog aan een strijkkwartet waarin de fluit de plaats van de eerste viool inneemt. Het tweede soort ensemble is een kwartet van vier fluiten. In plaats van 4 "gewone" dwarsfluiten in C, kunnen ook piccolo, altfluit en basfluit ingezet worden: bv. drie C-fluiten en een altfluit, of twee C-fluiten, alt- en basfluit (een soort equivalent  van het strijkkwartet). 

## Werken voor fluit en strijktrio
De vorm van deze bezetting is sterk verwant met die van het strijkkwartet, met een fluit in plaats van de eerste viool. Dit type kamermuziek bereikte zijn hoogtepunt rond het midden van de tweede helft van de 18e eeuw. Belangrijke werken met fluitkwartet bestaande uit fluit, viool, altviool en cello zijn onder andere van deze componisten:
- Wolfgang Amadeus Mozart - vier fluitkwartetten:
  - Nr. 1 in D majeur (KV 285)
  - Nr. 2 in G majeur (KV 285a)
  - Nr. 3 in C majeur (KV 285b)
  - Nr. 4 in A majeur (KV 298)
- Johann Christian Bach
- Christian Cannabich
- Domenico Cimarosa
- Franz Danzi
- François Devienne
- Adalbert Gyrowetz
- Joseph Haydn
- Franz Krommer
- Friedrich Kuhlau
- Ignaz Pleyel
- Anton Reicha
- Carlo Giuseppe Toeschi
- Georg Abraham Schneider - First Grand Quartet Op. 68 in Es majeur (en 32 andere fluitkwartetten).
- Adolphe F. Wouters - Adagio and Scherzo (1895)

De populariteit van de bezetting van fluit plus strijktrio in voorbije tijden is af te lezen aan de grote hoeveelheid van contemporaine transcripties van strijkkwarten door uitgevers, bijvoorbeeld de transcripties van de strijkkwartetten van Joseph Haydn. Gioachino Rossini transcribeerde zes van zijn Sonate a quattro, oorspronkelijk voor strijkkwartet.
In de eerste helft van de 19e eeuw werd het strijkkwartet veel belangrijker dan het fluitkwartet. Als resultaat ervan werden er maar erg weinig nieuwe werken geschreven, tot de 20e eeuw. Tot het verschijnen van de kwartetten van Volkmar Andreae (Op. 43) en Gottfried von Einem (Op. 85), ontbrak het in de 20e eeuw aan fluitkwartetten. Vagn Holmboe schreef zijn Fluitkwartet rond 1966.

## Werken voor 4 fluiten

### 19e eeuw
Werken voor vier fluiten waren met name populair aan het begin van de 19e eeuw. De bekendste stukken zijn wellicht de kwartetten van Friedrich Kuhlau (kwartet in E majeur) en Anton Reicha (kwartetten Op. 12 en Op. 19). Andere kwartetten kwamen van bijvoorbeeld Friedrich Hartmann Graf, Anton Bernhard Fürstenau en Luigi Gianella.

### Vroege 20e eeuw
In de 20e eeuw werden kwartetten met vier fluiten opnieuw populair. De geluid van een fluitensemble, met zijn specifieke lichte klankkleur had met name aantrekkingskracht op de Franse blazerstraditie. Voorbeelden van werken de eerste helft van de 20e eeuw zijn die van Florent Schmitt (kwartet Op. 106), Josef Lauber (Vision de Corse, Op. 54), Marc Berthomieu (Arcadie), Joseph Jongen (Elégie, Op. 114.3), Aleksandr Tsjerepnin (Quatuor pour flûtes Op. 60 - 1939), and Colonial Sketches (1940) van Sol B. Cohen.

### Late 20e eeuw
De late 20e eeuw kende een nieuwe revival voor het fluitkwartet, met onder andere deze werken:
- Eugène Bozza Jour d'été à la montagne (1953)
- Peter Bacchus Quartet for Diverse Flutes (1985)
- Marc Berthomieu Les Chats (1969) (Berthomieu schreef daarnaast nog vier andere fluitkwartetten)
- Jacques Castérède Flûtes en vacances (1962)
- Ingolf Dahl Serenade for Four Flutes (1960) (Boosey & Hawkes)
- Pierre Max Dubois Quatuor pour flûtes (1961/2)
- David Evan Jones Tibae (Solo for Four) (1983)
- Shigeru Kan-no 3 fluitkwartetten (1988, 1999 en 2004)
- Sophie Lacaze Cinq voyelles pour quatre flûtes (2005)
- Serge Lancen Quatres Flûtes en Balade (1970) (Chappell)
- Paule Maurice Suite pour quatuor de flûtes (1967)
- Joshua L. Mazur The Light, voor 3 C-fluiten en altfluit (2008)
- Roger Reynolds Vier etudes (1961) (Edition Peters)
- R. Murray Schafer Five Studies on Texts by Prudentius (voor vier fluiten en sopraan). (Berandol Music)
- Harvey Sollberger Grand Quartet for Flutes (1961) (McGinnis & Marx)
- Daniel Theaker
  - Fluitkwartet nr. 1, Op. 6 voor vier of twee C-fluiten (1993)
  - Fluitkwartet nr. 2, Op. 7 "Three English Landscapes" voor vier C-fluiten (1996)
  - Fluitkwartet nr. 3, "Rêves et Cauchemares" voor vier C-fluiten (1997)  (alle drie uitgegeven door Mayfair Montgomery Publishing)
- Preston Trombly Cantilena (1975)